# Burning Up
Burning Up è un singolo della cantante americana Madonna, pubblicato il 9 marzo 1983 come doppio lato a insieme a Physical Attraction e inserito poi nell'album di debutto Madonna.

## Descrizione
La canzone, che faceva parte di una demo tape che la cantante utilizzava nei club di New York per farsi conoscere, fu presentata come demo alla Sire Records, che diede il via libera per la registrazione del pezzo, dopo che Everybody divenne un successo della musica dance. Madonna collaborò con Reggie Lucas, che produsse il singolo con John Benitez, che fornì il riff di chitarra e il coro. Musicalmente, la canzone incorpora il suono di un basso, un sintetizzatore e il suono della batteria. Il testo della canzone parla della mancanza di vergogna da parte della cantante nel dichiarare la passione che prova per il suo uomo.
La canzone ricevette pareri discordanti, da parte della critica, che notavano l'urgenza nella produzione ma ne lodavano il ritmo dance. Il singolo non fu un successo commerciale; raggiunse, infatti, la top 20 in Australia, mentre negli Stati Uniti si guadagnò la quinta posizione della Dance Club Songs stilata da Billboard.
La canzone fu eseguita nel Virgin Tour (1985), nel Re-Invention Tour (2004), nel Rebel Heart Tour (2015-2016) e nel The Celebration Tour (2023-2024).
La copertina del singolo è un collage di foto di Madonna, ridisegnate dal suo amico Martin Burgoyne, che più tardi morì di AIDS.
Oltre che nell'album Madonna, il brano è inoltre incluso nella colonna sonora del film The Wild Life (1984) di Art Linson.  Nel 2009 è stato incluso nella versione deluxe della raccolta di greatest hits Celebration.

### Antefatti
Nel 1982, la ventiquattrenne Madonna viveva a New York e cercava di lanciare la sua carriera musicale. All'epoca la cantante aveva intrapreso una relazione sentimentale con il suo fidanzato Steve Bray, con il quale aveva fondato una hard rock band, i Breakfast Club, di cui Bray era il batterista. Ben presto, il gruppo smise di produrre musica di genere rock con l'intento di muoversi verso una nuova direzione musicale, dopo essere stati notati dalla Gotham Records. Il gruppo decise quindi di provare con il funk, ma la compagnia musicale non fu soddisfatta dei risultati ottenuti e li liquidò; fu allora che Madonna e Bray lasciarono il gruppo. Nel frattempo, Madonna iniziò a scrivere e comporre diversi brani per conto suo, riuscendo a produrre tre demo: Everybody, Ain't No Big Deal e Burning Up. All'epoca Madonna era solita frequentare il night club newyorchese Danceteria, e fu li che convinse il DJ Mark Kaminsad ascoltare Everybody. Il brano riscosse successo tra la folla ed il Disc jockey, pensando di produrlo come singolo, decise di procurarle un contratto discografico. Allora Madonna iniziò a collaborare con Reggie Lucas, che portò Madonna verso una direzione più pop e produsse per lei due canzoni: Burning Up e Physical Attraction, che vennero inserite nel doppio lato A Burning Up / Physical Attraction.

### Composizione
Burning Up possiede un arrangiamento più marcato e caratterizzato dal suono del basso, dalla batteria e dalla chitarra. I riff della chitarra non erano presenti nelle vecchie produzioni di Madonna. Secondo Rikky Rooksby, autore de The Complete Guide to the Music of Madonna, il suono del tom-tom, usato per la canzone, ricordava i pezzi di Phil Collins. Incorpora inoltre la chitarra elettrica e l'uso di un sintetizzatore tra i più attuali di quel tempo. Il ritornello è una ripetizione degli stessi tre versi: «I'm burning up, burning up for your love» (in italiano: «sto bruciando, bruciando per il tuo amore»), mentre il ponte consiste in una serie di doppi sensi, che descrivono quello che la cantante è disposta a fare per il suo uomo; mostra, inoltre, il suo individualismo e la mancanza di vergogna.

## Il video
La regia del video fu affidata a Steve Barron, che ha diretto anche il video Billie Jean di Michael Jackson. Il video, girato sia in studio che in esterni (al Castaic Lake nella Los Angeles National Forest), fu notevolmente più sofisticato (ma anche meno coreografico) rispetto a quello del precedente singolo Everybody, in quanto Barron utilizzò diversi effetti visivi ed inquadrature particolari. Nel video, il ragazzo che guida la decappottabile è Norris Burroughs, il fidanzato che Madonna aveva all'epoca.
Il video è anche incluso nella raccolta di video in VHS Madonna (1984).

## Esecuzioni dal vivo

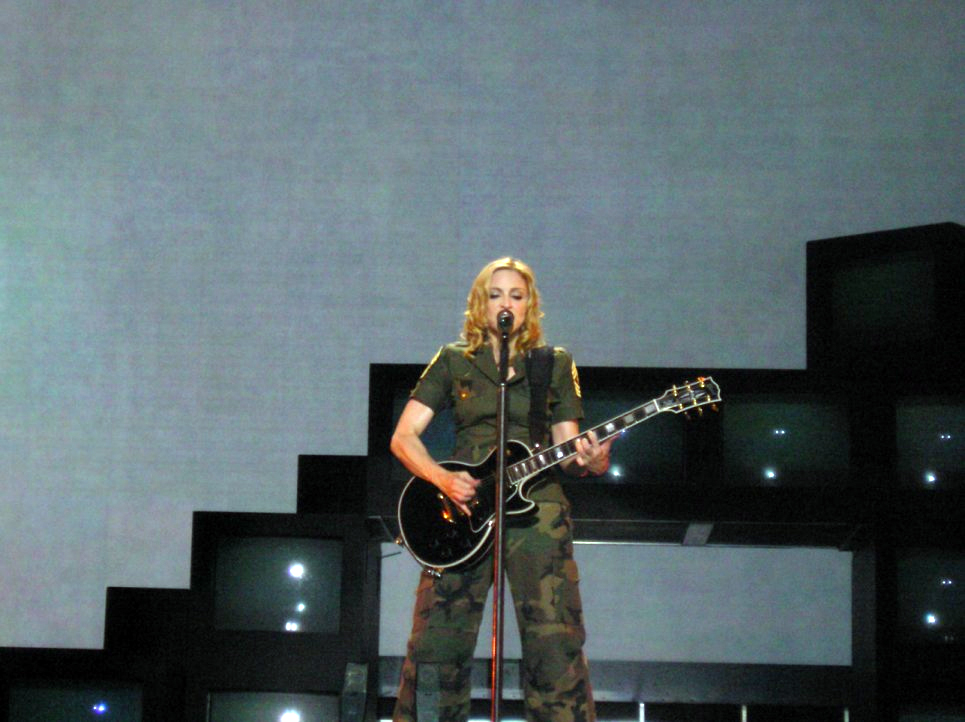
Madonna ha cantato Burning Up al Re-Invention Tour

Nel corso del 1983, Madonna ha cantato Burning Up diverse volte nei club in cui era solita esibirsi, tra i quali Hacienda a Manchester e Uncle Sam's a New York.
Con questa canzone Madonna fece la sua prima apparizione televisiva nel canale musicale inglese The Tube Music Network.
Il brano è stato inserito nella scaletta del primissimo tour di Madonna, il Virgin Tour del 1985 (seppur l'esibizione non sia stata inserita nella registrazione video ufficiale del tour-concerto).
È poi ritornato in scena nel Re-Invention Tour del 2004 in una nuova versione punk-rock in cui Madonna suona la chitarra elettrica.
Il brano era inizialmente previsto per far parte della scaletta dello Sticky & Sweet Tour (2008-9) in una versione mush-up con Impressive Instant (2000), tuttavia è stato poi eliminato e sostituito da Like a Prayer. La registrazione di questa versione durante le prove del tour è trapelata online insieme al backdrop video che sarebbe dovuto essere proiettato sui maxi schermi durante la performance. 
La canzone fa quindi poi il suo ritorno ufficiale durante il Rebel Heart Tour (2015-16), anche questa volta in versione rock e suonata alla chitarra da Madonna.
Nuovamente viene cantata nel corso del Celebration Tour, sempre con la chitarra ma questa volta con forti influenze tratte dalla versione demo del brano, ad oggi mai rilasciata ufficialmente. Durante le date newyorkesi, il brano è stato mixato con la canzone I Love New York (2005). 

## Cover
Una cover del brano è stata incisa dal gruppo Ciccone Youth (una band formata dai componenti dei Sonic Youth più Mike Watt) sul mini-album Into the Groove(y) (1986) e poi sull'album The Whtey Album (1988): il titolo fu modificato in Burnin' Up.
Un'altra cover è stata incisa dal gruppo The Voluptuous Horror of Karen Black per l'album-tributo a Madonna Virgin Voices: A Tribute to Madonna, volume one (1999).
Una cover del brano è stata realizzata nel 2011 da Britney Spears che si è esibita in una versione più moderna della canzone durante il suo Femme Fatale Tour.

## Tracce
- 12"[6]

1. "Burning Up" (12" version) – 5:56
2. "Physical Attraction" (LP version) – 6:35

- EU 7"[7]

1. "Burning Up" (7" version) – 3:50
2. "Physical Attraction" (7" version) – 3:57

- AUS 7"[8]

1. "Burning Up" (alternate LP version) – 4:45
2. "Physical Attraction" (7" version) – 6:35

- EU CD (1995)[9]

1. "Burning Up" (12" version) – 5:56
2. "Physical Attraction" (LP version) – 6:35

- Singolo digitale (2023)[10]

1. "Burning Up" – 3:46
2. "Burning Up" (7" edit) – 3:52
3. "Burning Up" (12" mix) – 6:00
4. "Physical Attraction" (7" edit) – 3:58
5. "Physical Attraction" – 6:40

## Accrediti
- Scritta da: Madonna
- Prodotta da Reggie Lucas
- Arrangiamento: John "Jellybean" Benitez
- Sintetizzatori: Dean Gant, Fred Zarr, Ed Walsh
- Pianoforte elettrico e acustico: Dean Gant e Fred Zarr
- Chitarre: Reggie Lucas, Ira Siegal, Paul Pesco
- Batteria elettronica: Reggie Lucas e Leslie Ming
- Sassofono: Bobby Malach
- Cori: Gwen Guthrie, Norma Jean Wright, Madonna, Brenda White e Chrissy Faith